# Dark Endless
Dark Endless – pierwszy album studyjny szwedzkiego zespołu black metalowego Marduk. Wydawnictwo ukazało się 23 grudnia 1992 roku nakładem wytwórni muzycznej No Fashion Records. Nagrania zostały zarejestrowane w Hellspawn Studios w ciągu czterech dni w czerwcu 1992 roku. 4 kwietnia 2006 roku ukazała się reedycja w wersji digipak z dodatkowymi utworami nagranymi na żywo w 1991 roku.
Dark Endless w porównaniu do pozostałych płyt Marduka prezentuje styl bliższy gatunkowi blackened death metal, jak wiele innych wczesnych albumów black metalowych zawiera on zauważalne wpływy death metalu, łącząc black metalowe wokale z death metalem. To także jedyny album, na którym pojawia się wokalista Andreas Axelsson i basista Rikard Kalm, których na następnym albumie zastąpili Joakim Göthberg (wystąpił na albumie, ale grał tylko na perkusji) i Roger "B War" Svensson.

## Lista utworów
Opracowane na podstawie materiału źródłowego.
1. "Still Fucking Dead (Here’s No Peace)" - 3:55
2. "The Sun Turns Black As Night" - 3:05
3. "Within the Abyss" - 3:45
4. "The Funeral Seemed to Be Endless" - 3:36
5. "Departure from the Mortals" - 3:22
6. "The Black..." - 4:02
7. "Dark Endless" - 3:51
8. "Holy Inquisition" - 4:27

### Lista utworów na reedycji z 2006 roku
1. "The Eye of Funeral" - 1:00
2. "Still Fucking Dead (Here’s No Peace)" - 3:55
3. "The Sun Turns Black As Night" - 3:05
4. "Within the Abyss" - 3:45
5. "The Funeral Seemed to Be Endless" - 3:36
6. "Departure from the Mortals" - 3:22
7. "The Black..." - 4:02
8. "Dark Endless" - 3:51
9. "Holy Inquisition" - 4:27
10. "Departure from the Mortals" (live 1991) – 3:39
11. "Within the Abyss" (live 1991) – 3:43
12. "Still Fucking Dead" (live 1991) – 3:01
13. "The Black Goat" (live 1991) – 4:04
14. "Evil Dead" (live 1991) – 3:00

## Twórcy
Opracowane na podstawie materiału źródłowego.

- Andreas Axelsson – śpiew
- Devo Andersson – gitara
- Morgan "Evil" Håkansson – gitara
- Rikard Kalm – gitara basowa
- Joakim Grave – perkusja
- Daniel Vala - oprawa graficzna
- Dan Swanö – miksowanie, inżynieria dźwięku